# Patayan
Patayan,  Patayanska kultura ali Kultura Hakataya je  bila kamenodobna indijanska kultura na obrobju jugozahoda današnjih Združenih držav , ki je cvetela v času med letom 700 n.š. in okrog 1.550 n.š. Ozemlje te kulture se je razširjalo ob reki Kolorado oziroma v zahodni Arizoni, jugovzhodni Kaliforniji , na jugu Nevade  in na delu današnje Mehike V njeni soseščini so se na ameriškem jugozahodu razvile kulture Mogollon, Hohokam  in Starih Pueblov Dediči te kulture so Indijanci Yuma .  Patayanci so se ukvarjali z gojenjem »treh sester« (koruze , buč  in fižola), za razliko od Hohokamcev pa se niso posvečali irigaciji.